# 馬林·阿爾索普

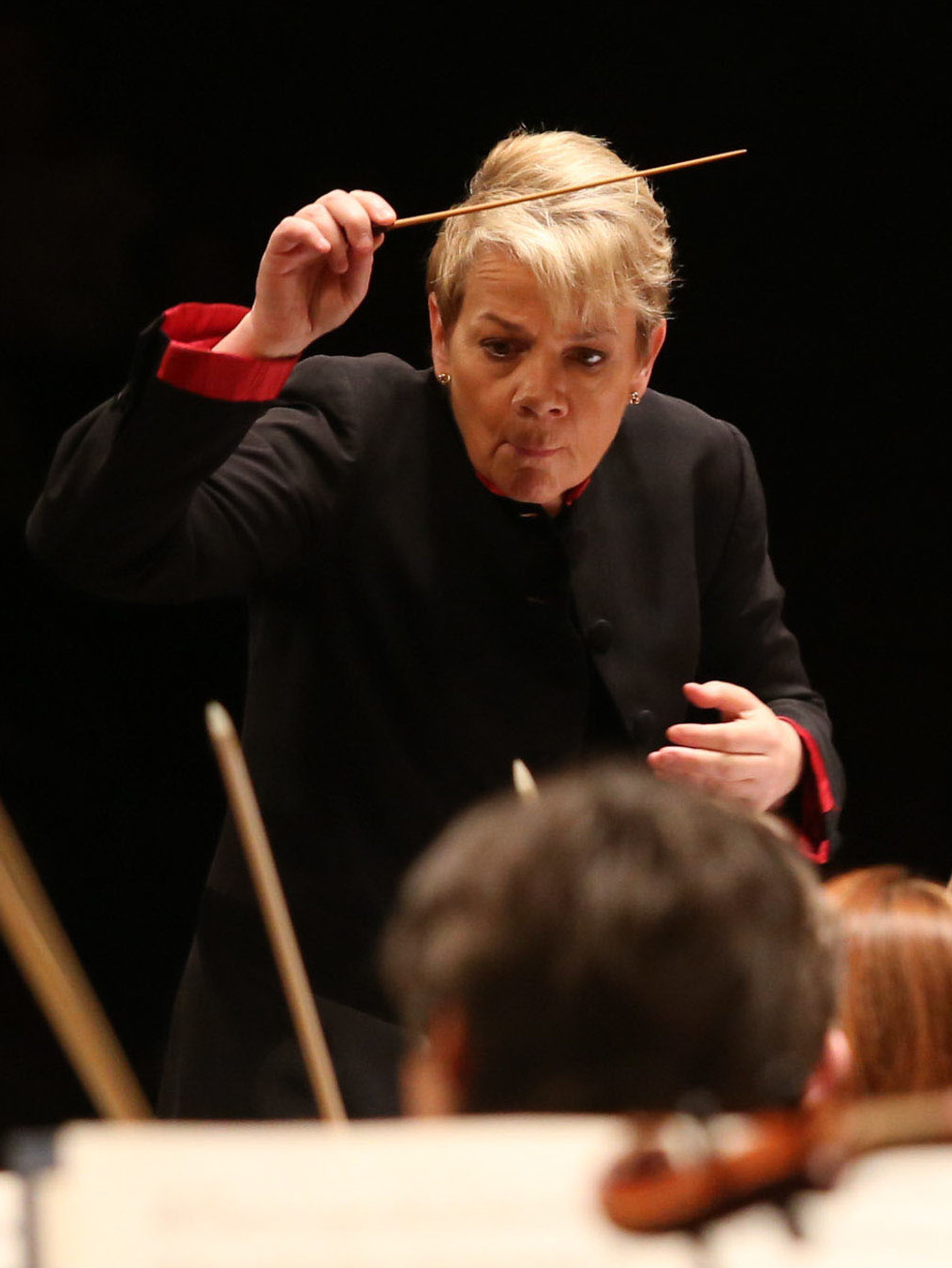
美琳·奧莎，2017年

馬林·阿爾索普（英語：Marin Alsop，1956年10月16日—）是一位美國指揮家與小提琴家。

## 生平
阿爾索普出生於美國紐約州紐約市曼哈頓區的音樂世家，父母都是職業音樂家。
阿爾索普起先就讀耶魯大學，後來轉至朱利亞德學院並獲得小提琴學士與碩士，於1981年成立「發燒弦樂團」(String Fever)。她在位於壇格塢音樂中心的1989孔斯維茲基指揮大賽獲得首獎，並在當地受教於倫納德·伯恩斯坦、小澤征爾、葛斯達夫·邁爾等人。
自1991年起擔任聖塔克魯茲卡碧蘿音樂節的音樂總監，這個音樂節特別重視現代音樂。她任職於科羅拉多交響樂團十二年，從首席指揮升任至音樂總監，並獲得桂冠指揮家的榮譽。她也擔任俄勒岡州尤金市尤金交響樂團的音樂總監，並在1988至1990年間擔任維吉尼亞州里奇蒙市交響樂團的助理指揮。
阿爾索普在英國擔任皇家蘇格蘭國家管弦樂團及倫敦市室內管弦樂團的首席客席指揮，於2002年秋季被任命伯恩茅斯交響樂團的首席指揮，於2003年被票選為留聲機雜誌的年度藝術家，同年獲頒皇家愛樂協會指揮家獎。她同伯恩茅斯交響樂團的合約到2008年為止，並不再續任。
2007年四月，阿爾索普成為八位參與十年音樂推廣計畫－「建設卓越：21世紀的管弦樂團」的英國指揮家之一，將在英國以贈送學童音樂會票劵的方式推廣古典音樂。
2005年七月，阿爾索普被提名為巴爾的摩交響樂團第十二任音樂總監，使她成為第二位帶領美國主要樂團的女性指揮。2006-2007樂季，阿爾索普以準音樂總監的身分帶領樂團，而07-08樂季則正式成為音樂總監，同時是該團第一位女性音樂總監。這次任命是美國25大交響樂團第一次任命女指揮，而成為一個歷史性的紀錄。許多團員在任命之初，對於阿爾索普有明顯的反對態度，然而經過磨合，阿爾索普目前與巴爾的摩交響樂團有相當成功的合作。
2005年九月20日，阿爾索普成為第一位獲得麥克阿瑟獎的指揮家。
阿爾索普對於美國音樂的擁護與詮釋均是為人稱道的，但她對於傳統曲目也有獨到之處。她是第一位錄製布拉姆斯交響曲全集(在Naxos下與倫敦愛樂交響樂團錄製)和馬勒交響曲(與倫敦交響樂團錄製第五號交響曲，由LSO Live發行)的女性指揮。

## 獲獎與榮譽
- 2007年11月7日，伯恩茅斯大學榮譽音樂博士學位
- 2010年，葛萊美獎（Best Classical Contemporary Composition）
- 2017年，耶魯大學榮譽博士
- 2021年，茱莉亞音樂院榮譽博士
- 2021年，年度最佳古典音樂女性（Classical Woman of the Year）

## 外部連結
- 馬林·阿爾索普的Discogs页面（英文）